# Heeres-Nachrichtenamt
Das Heeres-Nachrichtenamt (HNaA) ist der strategische Auslandsnachrichtendienst der Republik Österreich und untersteht, genau wie sein Partnerdienst Abwehramt, dem Bundesministerium für Landesverteidigung (BMLV). Das Heeres-Nachrichtenamt beschafft, bearbeitet und wertet Informationen über das Ausland und internationale Organisationen aus. Diese Informationen dienen der obersten militärischen und politischen Führung Österreichs (Bundespräsident, Bundesregierung, Verteidigungsministerium und Außenministerium) als Grundlage für ihre Entscheidungen.

## Rechtsgrundlagen
Die primäre Rechtsgrundlage für die militärischen Nachrichtendienste Heeres-Nachrichtenamt und Abwehramt ist das Militärbefugnisgesetz (MBG).
Darin sind nicht nur die Befugnisse und Aufgaben geregelt, sondern es ist auch die Einrichtung eines weisungsfreien Rechtsschutzbeauftragten festgeschrieben. § 20 Abs 1 MBG definiert die Aufgaben der nachrichtendienstlichen Aufklärung:
„Die nachrichtendienstliche Aufklärung dient
- der Beschaffung, Bearbeitung, Auswertung und Darstellung von Informationen
- über das Ausland oder
- über internationale Organisationen oder
- sonstige zwischenstaatliche Einrichtungen betreffend militärische und damit im Zusammenhang stehende sonstige Tatsachen, Vorgänge und Vorhaben.“

## Struktur
Der Auslandsnachrichtendienst ist in verschiedene Abteilungen gegliedert, welche die folgenden Bereiche umfassen:
- Führung
- Auswertung
- Sensorik
- Unterstützung

Das Heeres-Nachrichtenamt ist im Kommandogebäude General Theodor Körner sowie in der Maria-Theresien-Kaserne in Wien disloziert. Der Dienst unterhält zudem einige Außenstellen wie die technische Aufklärungsstationen unter anderem in:
- Königswarte in Niederösterreich
- Neulengbach in Niederösterreich

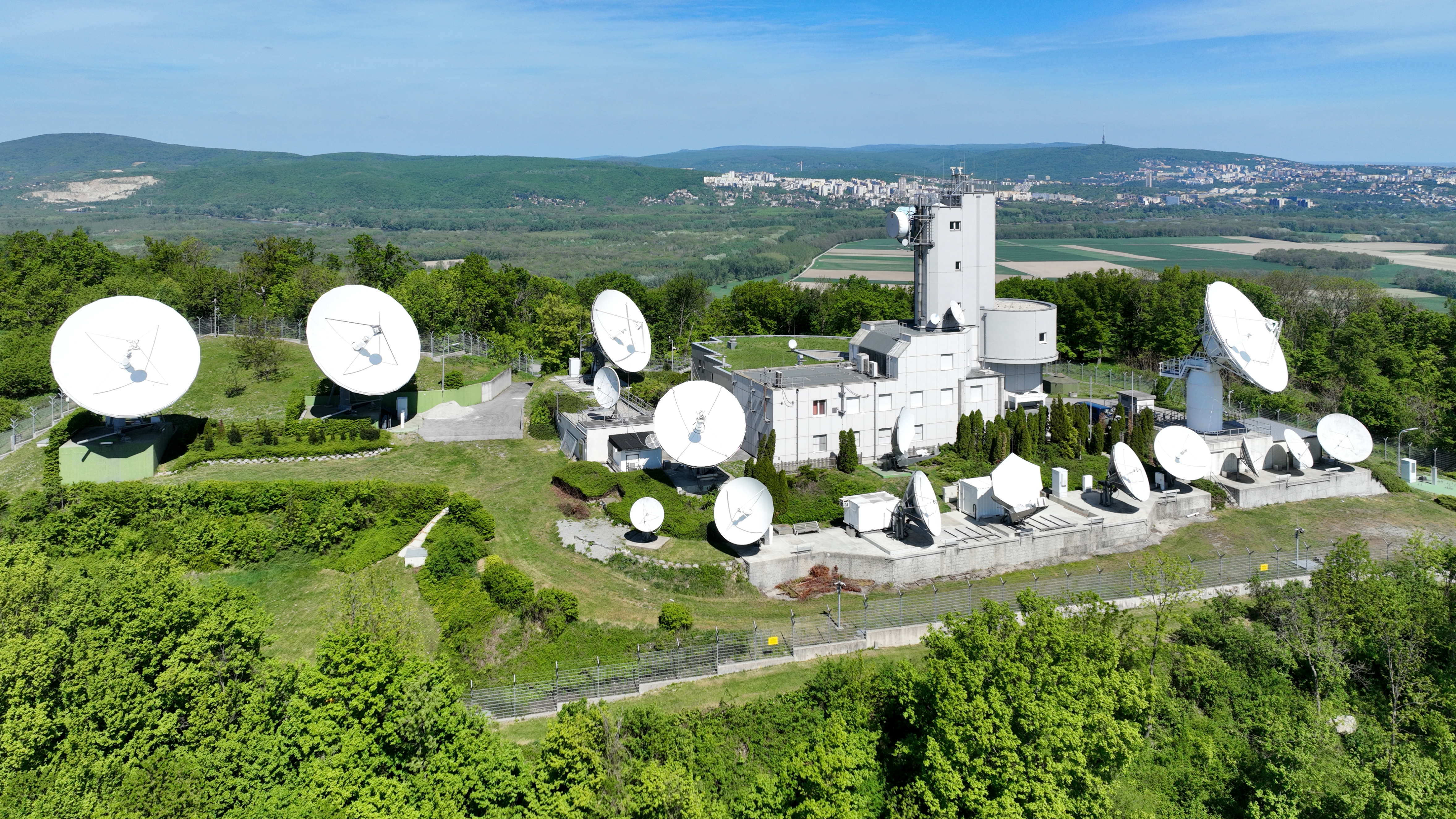
Satellitenabhörstation auf der Königswarte

- Kolomansberg in Salzburg/Oberösterreich
- Koralpe im Süden Österreichs

Die genaue Anzahl der Mitarbeiter ist nicht bekannt. Dem Vernehmen nach ist das Heeres-Nachrichtenamt aber auch permanent mit Mitarbeitern in Krisenregionen präsent. Von 2003 bis 2010 wurde die Behörde von Generalmajor Fritz Weber geleitet. Am 12. Juli 2010 wurde Brigadier Edwin Potocnik zu seinem Nachfolger bestellt.
Seit 2004 ist der Leiter des Heeres-Nachrichtenamtes direkt in der Zentralstelle des Verteidigungsministeriums abgebildet. Somit ist der Dienst auch für andere Ministerien direkt ansprechbar.

## Aufgaben
Das Heeres-Nachrichtenamt ist zuständig für die strategische Auslandsaufklärung. Seine Mitarbeiter beschaffen Informationen über Regionen, Staaten und Organisationen, die für die österreichische Sicherheitspolitik relevant sind. Diese Informationen werden gesammelt, analysiert und in Form von Berichten und Präsentationen aufbereitet (sog. Intelligence Cycle).
Die vom HNaA gesammelten Aufklärungsergebnisse werden an folgende Bedarfsträger weitergeleitet:
- Innerhalb des Bundesministerium für Landesverteidigung (BMLV) vor allem an den Bundesminister für Landesverteidigung und an den Generalstab, daneben insbesondere an:
- Präsidentschaftskanzlei
- Bundeskanzleramt
- Außenministerium
- Direktion Staatsschutz und Nachrichtendienst (DSN)

Anlassbezogen werden detaillierte Bedrohungsanalysen über aktuelle Krisen erstellt. Dies gilt vor allem, wenn es um die Entscheidungsfindung für eine mögliche Beteiligung Österreichs an internationalen Einsätzen geht. Die Lageberichte des Heeres-Nachrichtenamtes spielen so eine große Rolle beim Schutz der militärischen Kontingente und zivilen Missionen im Ausland. So standen im Jänner 2015 rund 1000 Soldaten und rund 20 Polizisten weltweit im Auslandseinsatz.

## Kontrolle
Die Arbeit des Nachrichtendienstes verläuft zwar abseits der öffentlichen Wahrnehmung, aber durchaus unter demokratischer Kontrolle. Das Heeres-Nachrichtenamt untersteht einer politischen und rechtlichen Kontrolle durch verschiedene Einrichtungen der öffentlichen Verwaltung, unabhängige Organe und Gerichte.
- Dienst und Fachaufsicht

Als Dienststelle der öffentlichen Verwaltung gilt auch für das Heeres-Nachrichtenamt die Dienst- und Fachaufsicht des BMLV. Der Leiter des Heeres-Nachrichtenamtes untersteht der Dienstaufsicht des Generalstabschefs.
- Parlamentarische Überprüfung

Zur Parlamentarischen Kontrolle des Nachrichtendienstes besteht im Nationalrat ein ständiger Unterausschuss des Landesverteidigungsausschusses. Die Aufgabe des ständigen Unterausschusses ist die nachprüfende Kontrolle der Geschäftsführung des Verteidigungsministers hinsichtlich der nachrichtendienstlichen Maßnahmen zur Sicherung der militärischen Landesverteidigung. Die Sitzungen unterliegen der Geheimhaltung.
- Rechtsschutzbeauftragte

Der weisungsfreie Rechtsschutzbeauftragte und seine beiden Stellvertreter prüfen die Rechtmäßigkeit von Maßnahmen der nachrichtendienstlichen Aufklärung und Abwehr.
- Datenschutzbehörde

Die Datenschutzbehörde kann von Amts wegen oder auf begründeten Antrag die Rechtmäßigkeit von Datenverwendungen prüfen und dazu alle für die notwendige Aufklärung erforderlichen Daten bzw. Einsicht in Datenanwendungen oder Unterlagen verlangen.
- Bundesverwaltungsgericht

Das Bundesverwaltungsgericht erkennt über Beschwerden von Personen, die behaupten durch die Ausübung von nachrichtendienstlichen Maßnahmen in ihren Rechten verletzt zu sein.
- Parlamentarische Bundesheerkommission

Die Parlamentarische Bundesheerkommission behandelt Beschwerden über behauptete Mängel oder Übelstände im militärischen Dienstbereich.
- Volksanwaltschaft

Die Volksanwaltschaft prüft das Heeres-Nachrichtenamt im Rahmen ihres Zuständigkeitsbereichs.

## Geschichte
Obwohl sich das österreichische Kaiserhaus schon lange davor geheime Informationen beschaffte, erfolgte die Gründung des sogenannten Evidenzbüros – des ersten österreichischen Geheimdienstes – erst 1850. Zu diesem Zeitpunkt existierte die Überzeugung, dass ein solcher Dienst notwendig sei, in Österreich bereits mehr als 100 Jahre, hatte aber keine größere Bedeutung erlangt. Mit dem Evidenzbüro wurde der erste ständige militärische Geheimdienst geschaffen und im Sardinischen Krieg von 1859 und 1866 gegen Preußen auch eingesetzt, allerdings mit geringem Erfolg.
Entsprechend den politischen Interessen der österreichischen Monarchie richteten die Spione ihre Aufmerksamkeit von Anfang an vor allem nach Osten, daher auf den Balkan und nach Russland.
Am Ende des 19. Jahrhunderts verschärfte sich die Konkurrenz der Zentralmächte Europas, was auch zu einem verstärkten Einsatz der Geheimdienste gegeneinander führte. So gelang es der russischen Ochrana, den Generalstabsoffizier und stellvertretenden Leiter des Evidenzbüros, Alfred Redl, anzuwerben. Seine Enttarnung 1913 führte zu einer schweren politischen und militärischen Krise und war möglicherweise auch für die Niederlagen der Österreicher zu Beginn des Krieges verantwortlich.
Während des Ersten Weltkriegs erlangte das Evidenzbüro größere Bedeutung. Zu den bisherigen Aufgaben kam nun auch die Aufklärung gegnerischer Funksprüche. Im letzten Kriegsjahr sollen Evidenzbüro und der für das Inland zuständige Geheimdienst, die Staatspolizei (StaPo), insgesamt 300 Offiziere, 50 Beamte, 400 Polizeiagenten, 600 Soldaten und 600 Spitzel beschäftigt haben, letzter Chef war Maximilian Ronge.
Nach dem Krieg, während der Zeit der Ersten Republik (1918–1938), bestanden die Geheimdienste weiter. In den dreißiger Jahren aber begann eine zunehmende Unterwanderung durch Nationalsozialisten. Nach dem Anschluss Österreichs an das Deutsche Reich 1938 wurden auch die Geheimdienste gleichgeschaltet. Die Gestapo übernahm fortan die Spionage im Inland, der Sicherheitsdienst übernahm die Spionage im Ausland, und die Abwehr übernahm die militärische Spionage. Sie waren auch in Österreich ein gefürchtetes Instrument der Nationalsozialisten.
Nach dem Krieg baute die neue Regierung bereits 1945 wieder eine österreichische Staatspolizei auf. Die Gründung eines neuen militärischen Geheimdienstes dauerte einige Jahre länger. Das Bundesheer begann damit 1955. Zuerst firmierte diese unter dem Namen Nachrichtengruppe oder Gruppe für Nachrichtenwesen (NaGrp).
1972 erfolgte eine Umbenennung in Heeres-Nachrichtendienst. 1985 dann wurde dieser in zwei neue Dienste gespalten, nämlich in das für das Ausland zuständige Heeresnachrichtenamt und den Inlandsdienst Abwehramt. Dafür verantwortlich war der damalige Verteidigungsminister Friedhelm Frischenschlager. Er soll so erbost gewesen sein, als er in den Unterlagen des Heeres-Nachrichtendienstes einen Akt  über sich fand, dass er die Aufteilung und die Trennung von In- und Ausland verfügte. Jedoch werden auch interne „Kalamitäten“ immer wieder als Begründung für diesen Schritt genannt. 2009 wurde in Medien und Politik eine Wiedervereinigung andiskutiert, der General Edmund Entacher ablehnend gegenüberstand.
Das Heeres-Nachrichtenamt sammelte vor allem Informationen über Österreichs östliche Nachbarn und den Balkan. In dieser Region gilt es laut Zeitungsberichten als einer der am besten informierten Dienste der Welt. So warnten Heeresagenten des damals noch anders gegliederten Dienstes bereits im Frühjahr 1968 vor einer Intervention der Warschauer Paktstaaten in der CSSR. Geheimdienste der NATO sahen diese erst als gesichert an, als sowjetische Kampfflugzeuge am 21. August Radargeräte der Nachbarstaaten störten, um den beginnenden Einmarsch zu tarnen.
Im Zuge der Heeresgliederung „Neu“ wurde 1994 das Fernmeldeaufklärungsregiment in das HNaA übernommen.

## Öffentliche Wahrnehmung
Das Heeres-Nachrichtenamt ist als Teil des Bundesministeriums für Landesverteidigung auf seiner Webseite bundesheer.at vertreten.
Der Auslandsnachrichtendienst ist für seine umfassenden strategischen Analysen bekannt. Regelmäßig tragen Analysten auch beim Strategischen Führungslehrgang vor.
Infolge der vom amerikanischen Whistleblower Edward Snowden veröffentlichten NSA-Dokumente weltweit gestarteten Überwachungs- und Spionagedebatte wurde das Thema Überwachung auch in Österreich behandelt. In dieser Diskussion hielt das Heeres-Nachrichtenamt via Presseaussendung folgendes fest:
„Eine technische Aufklärung innerhalb Österreichs ist alleine schon aufgrund der Gesetzeslage ausgeschlossen und wird daher auch nicht durchgeführt“.
In einem im November 2013 von Edward Snowden veröffentlichten NSA-Geheimdokument wird Österreich in einer Kategorie „Tier B-Focused Cooperation“ angeführt. Das Verteidigungsministerium räumte eine „Punktuelle Zusammenarbeit“ im Anlassfall zwischen HNaA und der NSA ein.
Medien spekulierten über die Existenz eines angeblichen Geheimvertrags zwischen HNaA und NSA. Dieses Thema wurde 2013 auch im ständigen Unterausschuss des Landesverteidigungsausschusses, der zur Kontrolle der Nachrichtendienste in Österreich eingesetzt ist, debattiert. Nachdem eine Tageszeitung berichtet hatte, dass Österreich einen Vertrag mit der NSA abgeschlossen habe, erstattete ein Parlamentarier Anzeige bei der Staatsanwaltschaft „wegen Weitergabe von Daten des HNaA an die NSA“. Das Verfahren gegen unbekannte Täter wurde 2014 abgebrochen.

## Offiziere im Heeres-Nachrichtenamt

### Leiter des Heeres-Nachrichtenamts
- Brigadier Kurt Benno Fechner 1955–1962
- Brigadier Alexander Buschek 1962–1980
- Divisionär (später Korpskommandant) Johann Ulrich 1980–1990
- Generalmajor (später General) Alfred Schätz 1990–2003
- Generalmajor Fritz Weber 2003–2010
- Generalmajor Edwin Potocnik 2010–2019
- Generalmajor Sascha Bosezky ab 2020[10]

### Stellvertretender Leiter des Heeres-Nachrichtenamts
- Brigadier (später Generalmajor) Gernot Sommer –2002
- Brigadier Fritz Weber 2002–2003
- Brigadier Franz Berndorfer 2003–2007
- Brigadier Günter Eisl 2007–2010
- Brigadier Manfred Hanzl 2010–
- Brigadier Sascha Bosezky –2019

### Abteilungsleiter im Heeres-Nachrichtenamt
- Generalmajor Rudolf Kammerer –1977
- Brigadier (später Divisionär) Walter Matal –1981
- Brigadier (später Divisionär) Alexander Kragora –1981
- Brigadier (später General) Alfred Schätz, Abteilung Auswertung 1980–1990
- Brigadier (später General) Franz Kühnel, Abteilung Abwehr –1986; Abteilung Recht –1991
- Brigadier (später Divisionär) Franz Podrazil –1991
- Brigadier (später Divisionär) Franz Vogler –1997
- Brigadier (später Generalmajor) Walter Erhardt –2002
- Brigadier (später Generalmajor) Fritz Weber, Abteilung Auswertung; Abteilung Führung 2002–2003
- Brigadier (später Generalmajor) Wolfgang Müller –2003
- Brigadier Günter Eisl, Abteilung Auswertung
- Brigadier Günter Junk –2008

### Hauptreferatsleiter im Heeres-Nachrichtenamt
- Oberstleutnant dG (später General) Alfred Schätz, Hauptreferat Ost 1977
- Brigadier Johann Kantner –1981
- Brigadier Franz Weichselbaum –1983
- Brigadier Franz Zoncsich –1984
- Brigadier Heinrich Zotlöterer –1984
- Brigadier Josef Müller –1991
- Brigadier Augustin Smejkal –1998
- Brigadier Josef Wieser –1999
- Brigadier Manfred Eliskases –2002

- Brigadier Friedrich Neubauer, Leiter Nachrichtenstab –1983
- Brigadier Otto Riederer, Leiter Nachrichtenstab –1989
- Gert-René Polli, Leiter Europäische Sicherheitspolitik
- Oberst dG Andreas Wochner 2000–2002 und 2006–2008
- Oberst dG Manfred Hanzl, Leiter Lagezentrum –2006
- Oberst dG Michael Kainz, Leiter Lagezentrum 2006–2012

### Derzeitige Führungsstruktur
- Generalmajor Sascha Bosezky, Leiter Heeres-Nachrichtenamt
- Stv. Leiter HNaA und Leiter Führung (Fü)
- Leiter Auswertungsabteilung (Ausw)
- Leiter Technische Aufklärung (TA)
- Oberst dG Christian Haschka, Leiter Offene Beschaffung (OBeschfg)
- Leiter Logistik (Log)
- Oberst Peter Tomp, Leiter Führungsunterstützung (FüU)
- Oberst dG Michael Kainz, Leiter Lagezentrum
- Oberst Thomas Kainz
- Oberst Hermann Mitterer